# ユー・キャント・ウィン
ユー・キャント・ウィン(原題:You Can't Win)はマイケル・ジャクソンの楽曲。The Wizに収録、第2弾シングルカット。

## 概要
ミュージカル映画『The Wiz』の挿入歌。マイケルのエピック・レコードデビュー曲でもある。
マイケルはこの映画の撮影でクインシー・ジョーンズに出会った。